# Autobahnkreuz Schöneberg
Das Autobahnkreuz Schöneberg ist eine Verbindung zwischen der A 100 (Stadtautobahn) und der A 103 (Westtangente) im Berliner Ortsteil Schöneberg des Bezirks Tempelhof-Schöneberg. Die A 103 verläuft von der nordöstlich vom Kreuz Schöneberg gelegenen AS Sachsendamm zum südwestlich vom Kreuz gelegenen Steglitzer Kreisel.
Im Jahr 1965 wurde geplant, die A 103 als Westtangente quer durch West-Berlin zu verlegen. Sie sollte dabei vom projektierten Kreuz Amrumer Straße im Ortsteil Wedding mit der A 105 über das Kreuz Lehrter Bahnhof (Ortsteil Moabit) mit der A 107 bis zum Berliner Ring bei Teltow verlaufen. In den Jahren von 1966 bis 1968 wurde das Kreuz Schöneberg angelegt und die A 103 gebaut.
In das Kreuz ist die AS Grazer Damm integriert und unmittelbar nördlich des Kreuzes endet die A 103 an der AS Sachsendamm.
| Von                          | Nach                    | Durchschnittliche tägliche Verkehrsstärke | Durchschnittliche tägliche Verkehrsstärke | Durchschnittliche tägliche Verkehrsstärke | Anteil Schwerlastverkehr | Anteil Schwerlastverkehr | Anteil Schwerlastverkehr |
| Von                          | Nach                    | 2005                                      | 2010                                      | 2015                                      | 2005                     | 2010                     | 2015                     |
| ---------------------------- | ----------------------- | ----------------------------------------- | ----------------------------------------- | ----------------------------------------- | ------------------------ | ------------------------ | ------------------------ |
| AS Innsbrucker Platz (A 100) | AK Schöneberg           | 160.500                                   | 162.900                                   | 155.700                                   | 3,9 %                    | 4,1 %                    | 3,6 %                    |
| AK Schöneberg                | AS Alboinstraße (A 100) | 136.500                                   | 145.000                                   | 151.600                                   | 3,9 %                    | 4,0 %                    | 3,4 %                    |
| AS Sachsendamm (A 103)       | AK Schöneberg           | 027.500                                   | 036.800                                   | 028.900                                   | 2,2 %                    | 1,7 %                    | 2,5 %                    |
| AK Schöneberg                | AS Saarstraße (A 103)   | 046.600                                   | 060.800                                   | 062.700                                   | 2,0 %                    | 2,0 %                    | 2,1 %                    |